# Opisthencentrus
Opisthencentrus is een geslacht van kevers uit de familie van de loopkevers (Carabidae). De wetenschappelijke naam van het geslacht is voor het eerst geldig gepubliceerd in 1893 door W.Horn.

## Soorten
Het geslacht Opisthencentrus is monotypisch en omvat slechts de volgende soort:
- Opisthencentrus dentipennis (Germar, 1843)